# 福井村 (徳島県)
福井村（ふくいそん）は、徳島県那賀郡にあった村。現在の阿南市福井町にあたる。

## 地理
- 海洋 ： 紀伊水道
- 岬 ： 忠次郎岬、於越岬
- 山岳 ： 愛宕山、後世山
- 河川 ： 福井川

## 歴史
- 1889年（明治22年）10月1日 - 町村制の施行により、椿地村および下福井村の大部分・橘浦の一部の区域をもって発足。
- 1952年（昭和27年）3月22日 - 村内で土砂災害。死者6人、全壊家屋12戸[1]。
- 1955年（昭和30年）3月26日 - 橘町・椿町・新野町と合併し、改めて橘町が発足。同日福井村廃止。

## 交通

### 鉄道路線
- 日本国有鉄道
  - 牟岐線
    - 阿波福井駅

### 道路
- 国道194号（現・国道55号）